# الفنون والعلوم في الدولة الفاطمية
ازدهرت الفنون والعلوم في عصر الدولة الفاطمية بشكل يدعو إلى الإعجاب، وذلك بفضل الترجمة من اللغات الأجنبية، وتشجيع الخلفاء والسلاطين والأمراء لرجال العلم والأدب، واتساع أفق الفكر الإسلامي بارتحال المسلمين في مشارق الأرض ومغاربها. فراجت الثقافة ونشطت الحركة الفكرية وزخر بلاط الدولة بالعلماء والشعراء والأدباء وغيرهم. يضاف إلى ذلك ظهور كثير من الفرق التي اتخذت من الثقافة والعلم وسيلة لتحقيق مآربها السياسية والدينية،

## مراكز الثقافة في عهد الدولة الفاطمية
- المساجد: كانت المساجد ميداناً يتبارى فيه العلماء، وخاصة فقهاء المذهب الشيعي، الذين كان عليهم أن يحاضروا الناس في عقائد المذهب الإسماعيلي، وكان بعض الوزراء والقضاة يشتركون في تأليف الكتب في الفقه الشيعي.
- الأزهر: وإن بدأ كغيره مسجداً تؤدى فيه الشعائر الدينية، إلا أنه ما لبث أن أصبح في عهد العزيز جامعة يتلقى فيها طلاب العلم، من كل حدب وصوب، الكثير من نختلف العلوم والفنون.
- قصور الوزراء: ومنهم ابن كلس، الذي كان يجمع في قصره عددا كبيراً من الموظفين. يشتغل بعضهم بنسخ الكتب، وفي مقدمها القرآن الكريم، وكتب الحديث، والفقه والأدب، وبعض كتب العلوم والطب. كما عين في قصره مجموعة من القراء والأئمة، ووكل إليهم إقامة الصلاة في المسجد الملحق بقصره.
- المكتبات: كان الخلفاء الفاطميون ذوي شغف بتشجيع من يميل إلى عقائد المذهب الشيعي، وكانت المكتبة الملحقة بقصر الخلفاء الفاطميين، ذات شهرة واسعة في العالم الإسلامي.
- دار الحكمة: ففي سنة 395 هـ، أسس الحاكم بأمر الله دار الحكمة، وألحق بها عدداً من أساتذة علوم الفقه والتفسير، وكذلك العلوم الطبيعية والعقلية.
- مكتبة دار العلم: وكانت متصلة بمكتبة دار الحكمة، التي كانت تمدها بكثير من المؤلفات، لإطلاع الناس عليها، والبحث والدراسة. وكان يباح للناس أخذ ما يحتاجون إليه من المداد والأوراق. وكانت تقام المناظرات بين العلماء، وكان يحضرها الحاكم فيصلهم بالهبات، وتخلع عليهم الخلع.

## الشعر في صدر الدولة الفاطمية
ازدهر الشعر في عهد الفاطميين وأكثر رجال الأدب من قرضه لمدح الخلفاء، لما كان ينالهم من العطايا الجزيلة والخلع والجوائز. وقد شجعت هذه الجوائز والهبت الشعراء من أهل السنة إلى محاكاة الشعراء الشيعيين، باتصل بعضهم ببلاط الخلفاء الفاطميين.
وأول من ضرب المثل لغيره من الشعراء الذين جاؤوا من بعده:

### ابن هانئ
ويلقب أبو القاسم محمد بن هانئ. ولد في أشبيلية في بلاد الأندلس، فقضى فيها أيام صباه، واتصل بصاحب أشبيلية، ونال الحظوة لديه، ثم رحل عنها وله من العمر سبع وعشرون سنة، ثم لقي جوهر القائد ومدحه، وما لبث أن نمي خبره إلى المعز، فطلبه وبالغ في الإنعام عليه، وعندما قصد المعز الديار المصرية، لحقه ابن هانئ. علق المعز لدين الله على ابن هانئ الآمال الكبار، عساه أن يحاكي الشعراء العباسيين، ويتفوق عليهم. ولقد أصاب المعز فيما ذهب إليه، إذ أن جل قصائد ابن هانئ كانت في مدح المعز وأسرته، وذهب في تحمسه إلى الظهور مظهر المتعصب للمذهب الشيعي، استدراراً لكرم الفاطميين. ومن ذلك قوله:
- أبو عبد الله محمد بن أبي الجرع وهو من الشعراء الذين عاشوا في زمن العزيز الفاطمي. وقد بلغة مرة أن الوزير يشكو من ألم في يده، فنظم قصيدة يظهر فيها ألمه لذلك، فأنشد يقول:

وقد دفع تشجيع خلفاء الفاطميين للشعر والشعراء، حداً جعلهم يهجرون أوطانهم ويستقرون في مصر للتمتع بسخاء الفاطميين ورجال بلاطهم، ومن هؤلاء الشعراء:
- عبد الوهاب بن نصر المالكي وهو من أهل بغداد، وكان فقيهاً وأديباً وشاعراً، ثم ساءت حاله بها، حتى هام على وجهه في شوارع بغداد، ولجأ في النهاية إلى القاهرة، حاضرة الخلافة الفاطمية الشيعية، واتخذها مقراً ووطناً ثانياً له.

وقد أظهر ابن نصر ما كان يخالج نفسه من حزن لمفارقة بغداد في قصيدة نظمها، يودع فيها بلده، ويشير إلى الأحوال التي أدت إلى رحيله، فيقول:

## الشعر في الشطر الأخير من أيام الفاطميين
من هؤلاء الذين اجتذبهم جود الخلفاء الفاطميين وكرمهم:
- أبو العباس أحمد بن مفرج أحد الشعراء الذين عاشوا في عهد الخليفة الحافظأ الذي أمر الشعراء أن يختصروا قصائدهم، إذ يقول:

- عمارة اليمني وكان من أهل تهامة باليمن، بعث به أمير مكة رسولاً من قبله للخليفة الفائز، فدخل مصر في ربيع الأول 550 هـ، وتلقاه الخليفة ووزيره الصالح طلائع بن رزيك بالعطف والقبول، إثر انشاده أولى مدائحه في قاعة الذهب في قصر الخلفاء الفاطميين:

ومنها:

## النثر
هو تلك الرسائل الأدبية التي ألفت في عهد الفاطميين، وتناولت الجدل بين السنيين والشيعيين. ومن الكتب التي تعرضت للكلام عن هذا العصر كتاب (العقد الفريد) لابن عبد ربه المتوفي سنة 328 هـ، وكتاب (الأغاني) لأبي الفرج الأصفهاني المتوفي سنة 356 هـ، و(رسائل) بديع الزمان الهمذاني المتوفي سنة 398 هـ. ومن كتب الأدب التي ظهرت في العصر الفاطمي: كتاب (يتيمة الدهر) لأبي منصور الثعالبي المتوفي سنة 429 هـ، وكتاب (سقط الزند)، و(اللزوميات) لأبي العلاء المعري المتوفي سنة 449 هـ.

## الفلسفة
تتميز الفلسفة في عهد الفاطميين بالتوفيق بين العلم والدين، والانسجام بين الشريعة الإسلامية والفلسفة اليونانية، وتوحيد الثقافة لتصبح دائرة معارف. ومن أشهر فلاسفة العصر الفاطمي:

### إخوان الصفا
اشتهرت هذه الطائفة بأفكارها الحرة، وهم جماعة سرية تتألف من طبقات متفاوتة. وقد أخذوا كثيراً من مبادئ الفلسفة الطبيعية، متأئرين بالفيثاغورثية الحديثة.
- رسائل إخوان الصفا: تعتبر أشبه بدائرة معارف، تدل على أن مؤلفيها نالوا حظاً كبيراً من الرقي العقلي. وتتألف دائرة المعارف هذه من إحدى وخمسين رسالة، تقوم على دعائم من العلم الطبيعي، ومن وراء ذلك لها أغراض سياسية. وتبدأ فلسفة إخوان الصفا بالنظر في الرياضيات، ثم تنتقل إلى المنطق والطبيعيات، وتنتهي أخيراً إلى الاقتراب من معرفة الله على نمط صوفي.

### أشهر فلاسفة الدولة الفاطمية
برز في عهد عبيد الله المهدي، ومن خلفه من الخلفاء الفاطميين، دعاة علماء، كان لهم شأن كبير في عالم الدعوة، وفي عالم الأدب والفلسفة والتأليف. وكان شغلهم الشاغل الدفاع عن هذه الدعوة بالقلم واللسان، والعمل على جذب العامة، وأيضاً خاصة القوم بنفس هذا السلاح العلمي الخطير. ومن هؤلاء الدعاة:
- أبو الحاتم الرازي: وهو من كبار دعاة المذهب الإسماعيلي، قام بدور عظيم في الشئون السياسية في طبرستان، والديلم، والري. ومن أهم مؤلفاته: كتاب (الزينة)، وقد أهداه إلى الخليفة القائم الفاطمي، وتناول فيه الأمور الفقهية وفلسفة ما وراء الطبيعة.
- أبو عبد الله النسفي
- أبو يعقوب السجزي
- أبو حنيفة النعمان المغربي
- جعفر بن منصور اليمني
- حميد الدين الكرماني
- المؤيد في الدين هبة الله الشيرازي

## الصناعات الفنية في الدولة الفاطمية
كما اشتهر الفاطميون بتطور الصناعات الفنية من الزجاج النقي (الكريستال) والخزف. ومن أمثلة هذا الفن في العصر الحالي إبريق من الكريستال المحفور يصل عمره إلى ألف عام، كان قد صنع خصيصا لبلاط الفاطميين في القاهرة وعرض في صالة مزاد كريستي وقدر خبراء قيمته ب 3 ملايين جنيه استرليني (5.3 مليون دولار).

## الطب
- أبو الحسن علي بن رضوان

## الرياضيات
من أشهر الرياضيين في عهد الفاطميين:
- الحسن ابن الهيثم

## التاريخ
حفل التاريخ بطائفة من المؤرخين والرحالة، ومن الكنتب المعاصرة للدولة الفاطمية:
- تاريخ ابن زولاق
- أبو الحسن علي الشابشتي مؤلف كتاب "الديارات"
- أبو صالح الأرمني
- محمد بن أبي القاسم المعروف "بالمسبحي"
- أسامة بن منقذ

## اقرأ أيضاً
- الدولة الفاطمية